# Женская сборная Китая по баскетболу 3×3
Женская сборная Китая по баскетболу 3×3 представляет Китай на международных соревнованиях по баскетболу 3×3. Управляющим органом является Китайская баскетбольная ассоциация.
По состоянию на 27 августа 2024, женская сборная Китая по баскетболу 3×3 занимает 1-е место в мировом рейтинге ФИБА женских сборных по баскетболу 3×3.

## Результаты выступлений
| Турнир                           | Золото | Серебро | Бронза | Всего |
| -------------------------------- | ------ | ------- | ------ | ----- |
| Олимпийские игры                 | 0      | 0       | 1      | 1     |
| Чемпионат мира по баскетболу 3×3 | 1      | 0       | 1      | 2     |
| Чемпионат Азии                   | 1      | 1       | 0      | 2     |
| Азиатские игры                   | 2      | 0       | 0      | 2     |
| Итого                            | 4      | 1       | 7      | 12    |

### Летние Олимпийские игры
| Год        | Место | Игры | Победы | Поражения | Состав команды                                   |
| ---------- | ----- | ---- | ------ | --------- | ------------------------------------------------ |
| Токио 2020 | 3     | 10   | 7      | 3         | Ван Цзиюань, Ван Лили, Чжан Чжитин, Ян Шуюй      |
| Париж 2024 | 6     | 8    | 2      | 6         | Чэнь Минлин, Ван Цзи Юань, Ван Лили, Чжан Чжитин |

### Чемпионат мира по баскетболу 3x3
| Год            | Место          | Игры           | Победы         | Поражения      | Состав команды                                        |
| -------------- | -------------- | -------------- | -------------- | -------------- | ----------------------------------------------------- |
| 2012           | не участвовали | не участвовали | не участвовали | не участвовали | не участвовали                                        |
| Москва 2014    | 11             | 6              | 3              | 3              | Jing Fu, Xu Nuo, Li Shanshan, Mengran Yang            |
| Гуанчжоу 2016  | 10             | 4              | 3              | 1              | Meng Jie 梦洁 Li, Jindan Liu, Fan Yang, Feng Yingying |
| Нант 2017      | 17             | 4              | 0              | 4              | Yusen Liu, Xue Xuan Qi, Zhai Ruoyun, Meng Zhang       |
| Bocaue 2018    | 4              | 7              | 5              | 2              | Jiang Jiayin, Li Yingyun, Sun Li, Чжан Чжитин         |
| Амстердам 2019 | 1              | 7              | 7              | 0              | Чжан Чжитин, Jiang Jiayin, Li Yingyun, Wu Di          |
| Антверпен 2022 | 3              | 7              | 5              | 2              | Cao Junwei, Ван Цзи Юань, Ван Лили, Чжан Чжитин       |
| Вена 2023      | 4              | 7              | 5              | 2              | Wan Jiyuan, Ван Лили, Zhang Yi, Чжан Чжитин           |

### Чемпионат Азии по баскетболу 3x3
| Год             | Место          | Игры           | Победы         | Поражения      | Состав команды                                      |
| --------------- | -------------- | -------------- | -------------- | -------------- | --------------------------------------------------- |
| 2013            | не участвовали | не участвовали | не участвовали | не участвовали | не участвовали                                      |
| Улан-Батор 2017 | 3              | 5              | 3              | 2              | Kou Di, Ren Xiaomei, Wang Jinxian, Zhang Yaqi       |
| Шэньчжэнь 2018  | 2              | 5              | 3              | 2              | Li YingYun, Liang LiWen, Jin Weina, Чжан Чжитин     |
| Чанша 2019      | 10             | 2              | 0              | 2              | Dilana Dilishati, Shan Li, Di Wu, Jiahe Zhang       |
| Сингапур 2022   | 1              | 5              | 5              | 0              | Huang Kun, Wan Jiyuan, Ван Лили, Чжан Чжитин        |
| Сингапур 2023   | 3              | 5              | 4              | 1              | Chen Yujie, Zhang JianPing, Zhang Lingge, Zhang Yi  |
| Сингапур 2024   | 7              | 3              | 2              | 1              | Ha Wenxi, Wang Hong, Zhang JianPing, Zhang Xianyuan |

### Азиатские игры
| Год           | Место | Игры | Победы | Поражения | Состав команды                                            |
| ------------- | ----- | ---- | ------ | --------- | --------------------------------------------------------- |
| Джакарта 2018 | 1     | 6    | 6      | 0         | Li Yingyun, Dilana Dilixiati, Jiang Jiayin, Zhang Zhiting |
| Ханчжоу 2022  | 1     | 5    | 5      | 0         | Chen Mingling, Wan Jiyuan, Wang Jiahui, Wang Xinyu        |